# Nam Ý

Nam Ý có màu đậm

Miền Nam nước Ý hay Nam Ý (tiếng Ý: Mezzogiorno phát âm tiếng Ý: [ˌmɛddzoˈdʒorno], hoặc Meridione) là một vùng lớn của Ý, theo truyền thống bao gồm các lãnh thổ của Vương quốc Hai Sicilia trước đây (phần phía nam của bán đảo Ý và Sicilia), và thường xuyên được tính gồm cả đảo Sardegna. Nó thường trùng khớp với các vùng hành chính: Abruzzo, Apulia, Basilicata, Campania, Calabria, Molise, Sicilia, và thường là cả Sardegna. Một số nguồn tính cả các phần cực nam và cực đông của Lazio vào Nam Ý, do chúng từng thuộc Vương quốc Hai Sicilia. Đảo Sardegna vì các nguyên nhân văn hoá và lịch sử nên có ít điểm chung với các vùng kể trên, song thường xuyên được tính thuộc Nam Ý, thường là trong các mục đích thống kê và kinh tế.
Nam Ý có diện tích 123.024 km², dân số vào năm 2013 đạt 20.610.490 Viện Thống kê Quốc gia Ý (ISTAT) dùng thuật ngữ "Nam Ý" để xác định một trong năm vùng thống kê trong các báo cáo của họ, song không gồm hai đảo Sicilia và Sardegna, hai đảo này hợp thành một vùng thống kê riêng biệt được gọi là "Ý hải đảo". Ranh giới này được sử dụng để chia vùng hành chính cấp một Liên minh châu Âu và các khu vực bầu cử của Ý trong Nghị viện châu Âu.
Bắt đầu từ khi nước Ý thống nhất vào năm 1861–1870, phân chia kinh tế phát triển giữa các tỉnh miền bắc và miền nam trở nên rõ rệt. Hiện nay vẫn tồn tại chênh lệch lớn giữa các khu vực, các vấn đề của Nam Ý bao gồm tội phạm có tổ chức lan tràn và tỷ lệ thất nghiệp rất cao. Do ít có tiến bộ trong khu vực, một lượng rất lớn người dân Nam Ý đã di cư, họ cảm thấy di cư có lợi hơn là ở tại khu vực và cố gắng thúc đẩy cải cách. Từ năm 2007 đến năm 2014, có 943.000 người Ý thất nghiệp, 70% trong số này là tại miền Nam. Tỷ lệ việc làm tại Nam Ý xếp vào hạng thấp nhất so với các quốc gia trong Liên minh châu Âu. Các công việc phổ biến nhất tại Nam Ý là về du lịch, phân phối, công nghiệp thực phẩm, nội thất gỗ, bán buôn, bán xe, bán quặng và thợ thủ công.
Nam Ý có di sản văn hoá độc đáo, có nhiều địa điểm du lịch lớn như Cung điện Caserta, Bờ biển Amalfi, Pompeii và các điểm khảo cổ học khác (nhiều điểm được UNESCO bảo vệ). Ngoài ra, còn có các thành phố Hy Lạp cổ đại tại Nam Ý, như Sybaris và Paestum, chúng được thành lập vài thế kỷ trước khi bắt đầu Cộng hoà La Mã. Một số bãi biển, đất rừng và núi tại đây được bảo vệ trong khuôn khổ các công viên quốc gia.

### Vùng hành chính
| Vùng       | Thủ phủ    | Dân số    |
| ---------- | ---------- | --------- |
| Abruzzo    | L'Aquila   | 1 323 077 |
| Basilicata | Potenza    | 571 774   |
| Calabria   | Catanzaro  | 1.966.032 |
| Campania   | Napoli     | 5.842.303 |
| Molise     | Campobasso | 311.004   |
| Puglia     | Bari       | 4.068.544 |
| Sardegna   | Cagliari   | 1.655.331 |
| Sicilia    | Palermo    | 5.059.917 |

### Đô thị
Các đô thị có trên 50.000 dân.
| #  | Comune                  | Vùng       | Tỉnh                  | Dân số  | Ghi chú      |
| -- | ----------------------- | ---------- | --------------------- | ------- | ------------ |
| 1  | Napoli                  | Campania   | Napoli                | 972.212 | (30/06/2016) |
| 2  | Palermo                 | Sicilia    | Palermo               | 671.531 | (30/06/2016) |
| 3  | Bari                    | Puglia     | Bari                  | 325.183 | (30/06/2016) |
| 4  | Catania                 | Sicilia    | Catania               | 314.318 | (30/06/2016) |
| 5  | Messina                 | Sicilia    | Messina               | 237.603 | (30/06/2016) |
| 6  | Taranto                 | Puglia     | Taranto               | 200.385 | (30/06/2016) |
| 7  | Reggio Calabria         | Calabria   | Reggio Calabria       | 182.703 | (30/06/2016) |
| 8  | Foggia                  | Puglia     | Foggia                | 151.975 | (30/06/2016) |
| 9  | Cagliari                | Sardegna   | Cagliari              | 154.411 | (30/06/2016) |
| 10 | Salerno                 | Campania   | Salerno               | 135.066 | (30/06/2016) |
| 11 | Sassari                 | Sardegna   | Sassari               | 127.745 | (30/06/2016) |
| 12 | Siracusa                | Sicilia    | Siracusa              | 122.086 | (30/06/2016) |
| 13 | Pescara                 | Abruzzo    | Pescara               | 120.565 | (30/06/2016) |
| 14 | Giugliano in Campania   | Campania   | Napoli                | 123.276 | (30/06/2016) |
| 15 | Andria                  | Puglia     | Barletta-Andria-Trani | 100.365 | (30/06/2016) |
| 16 | Barletta                | Puglia     | Barletta-Andria-Trani | 94.660  | (30/06/2016) |
| 17 | Lecce                   | Puglia     | Lecce                 | 94.982  | (30/06/2016) |
| 18 | Catanzaro               | Calabria   | Catanzaro             | 90.435  | (30/06/2016) |
| 19 | Brindisi                | Puglia     | Brindisi              | 88.126  | (30/06/2016) |
| 20 | Torre del Greco         | Campania   | Napoli                | 85.927  | (30/06/2016) |
| 21 | Marsala                 | Sicilia    | Trapani               | 83.205  | (30/06/2016) |
| 22 | Pozzuoli                | Campania   | Napoli                | 81.592  | (30/06/2016) |
| 23 | Casoria                 | Campania   | Napoli                | 77.433  | (30/06/2016) |
| 24 | Gela                    | Sicilia    | Caltanissetta         | 75.522  | (30/06/2016) |
| 25 | Caserta                 | Campania   | Caserta               | 76.257  | (30/06/2016) |
| 26 | Ragusa                  | Sicilia    | Ragusa                | 73.276  | (30/06/2016) |
| 27 | Altamura                | Puglia     | Bari                  | 70.455  | (30/06/2016) |
| 28 | Quartu Sant'Elena       | Sardegna   | Cagliari              | 70.944  | (30/06/2016) |
| 29 | Lamezia Terme           | Calabria   | Catanzaro             | 70.749  | (30/06/2016) |
| 30 | L'Aquila                | Abruzzo    | L'Aquila              | 69.627  | (30/06/2016) |
| 31 | Trapani                 | Sicilia    | Trapani               | 68.665  | (30/06/2016) |
| 32 | Cosenza                 | Calabria   | Cosenza               | 67.584  | (30/09/2014) |
| 33 | Potenza                 | Basilicata | Potenza               | 67.367  | (5/2014)     |
| 34 | Afragola                | Campania   | Napoli                | 65.522  | (30/04/2014) |
| 35 | Castellammare di Stabia | Campania   | Napoli                | 64.506  | (31/12/2010) |
| 36 | Caltanissetta           | Sicilia    | Caltanissetta         | 63.034  | (30/12/2013) |
| 37 | Vittoria                | Sicilia    | Ragusa                | 62.748  | (30/08/2013) |
| 38 | Crotone                 | Calabria   | Crotone               | 60.884  | (31/07/2014) |
| 39 | Matera                  | Basilicata | Matera                | 60.384  | (30/06/2016) |
| 40 | Benevento               | Campania   | Benevento             | 60.385  | (11/2014)    |
| 41 | Molfetta                | Puglia     | Bari                  | 60.338  | (31/12/2012) |
| 42 | Acerra                  | Campania   | Napoli                | 59.567  | (30/11/2014) |
| 43 | Marano di Napoli        | Campania   | Napoli                | 59.457  | (31/01/2014) |
| 44 | Agrigento               | Sicilia    | Agrigento             | 59.010  | (30/12/2013) |
| 45 | Olbia                   | Sardegna   | Sassari               | 58.484  | (30/9/2014)  |
| 46 | Cerignola               | Puglia     | Foggia                | 58.213  | (30/11/2014) |
| 47 | Manfredonia             | Puglia     | Foggia                | 57.299  | (30/06/2014) |
| 48 | Bitonto                 | Puglia     | Bari                  | 56.043  | (12/2013)    |
| 49 | Trani                   | Puglia     | Barletta-Andria-Trani | 55.810  | (31/07/2013) |
| 50 | Portici                 | Campania   | Napoli                | 55.513  | (30/09/2014) |
| 51 | Bisceglie               | Puglia     | Barletta-Andria-Trani | 55.424  | (01/01/2014) |
| 52 | Avellino                | Campania   | Avellino              | 55.205  | (30/11/2014) |
| 53 | Teramo                  | Abruzzo    | Teramo                | 54.857  | (30/06/2016) |
| 54 | Modica                  | Sicilia    | Ragusa                | 54.854  | (31/12/2013) |
| 55 | San Severo              | Puglia     | Foggia                | 54.305  | (31/08/2014) |
| 56 | Bagheria                | Sicilia    | Palermo               | 54.257  | (30/09/2012) |
| 57 | Cava de' Tirreni        | Campania   | Salerno               | 53.520  | (31/12/2010) |
| 58 | Montesilvano            | Abruzzo    | Pescara               | 53.734  | (30/06/2016) |
| 59 | Ercolano                | Campania   | Napoli                | 53.057  | (31/08/2013) |
| 60 | Aversa                  | Campania   | Caserta               | 52.813  | (01/01/2013) |
| 61 | Acireale                | Sicilia    | Catania               | 52.792  | (30/12/2013) |
| 62 | Chieti                  | Abruzzo    | Chieti                | 51.614  | (30/06/2016) |
| 63 | Battipaglia             | Campania   | Salerno               | 50.485  | (31/01/2013) |
| 64 | Scafati                 | Campania   | Salerno               | 50.275  | (30/09/2013) |
| 65 | Mazara del Vallo        | Sicilia    | Trapani               | 50.096  | (31/12/2011) |